# 稲垣生起
稲垣 生起（いながき あやお、1890年（明治23年）2月20日 - 1942年（昭和17年）9月15日）は、日本の海軍軍人。最終階級は海軍中将。

## 略歴
和歌山県和歌山市出身。旧制和歌山県立和歌山中学校より海軍兵学校第38期入校。入校時成績順位は150名中第89位、卒業時成績順位は149名中第53位。

## 人物像
人物評価に対して中島親孝同様、辛辣な点数を付与する高木惣吉は、稲垣を自著『自伝的日本海軍始末記』に於いて「誠に重点をつかんで統御にすぐれた人」と称し絶賛していた。

## 年譜
- 1890年（明治23年）2月20日- 和歌山県和歌山市生
- 1902年（明治35年）4月1日- 和歌山県立和歌山中学校入学
- 1907年（明治40年）3月31日- 和歌山県立和歌山中学校卒業
  - 9月21日- 海軍兵学校入校 入校時成績順位150名中第89位
- 1910年（明治43年）7月18日- 海軍兵学校卒業 卒業時成績順位149名中第53位・任 海軍少尉候補生・2等巡洋艦「笠置」乗組
  - 10月16日- 練習艦隊遠洋航海出発 ホノルル~サンフランシスコ~サンペドロ（San Pedro, California）~マンサニーリョ（Manzanillo）~アカプルコ~パナマ~アカプルコ~ホノルル方面巡航
- 1911年（明治44年）3月6日- 帰着
  - 3月23日- 3等巡洋艦「和泉」乗組
  - 12月1日- 任 海軍少尉
  - 12月20日- 装甲巡洋艦「出雲」乗組
- 1912年（明治45年）7月5日- 戦艦「三笠」乗組
- 1913年（大正2年）12月1日- 任 海軍中尉・海軍水雷学校普通科学生
- 1914年（大正3年）5月27日- 海軍砲術学校普通科学生
  - 12月1日- 2等巡洋艦「宗谷(初代)」乗組 少尉候補生指導官附 
  - 12月16日- 練習艦隊近海航海出発 佐世保~仁川~旅順~大連~鎮海~舞鶴~鳥羽方面巡航
- 1915年（大正4年）4月3日- 帰着
  - 4月20日- 練習艦隊遠洋航海出発 香港~サイゴン~シンガポール~フリーマントル~メルボルン~ホバート~シドニー~ブリスベーン~ラバウル~トラック~ヤップ~パラオ~小笠原方面巡航 
  - 8月23日- 帰着
  - 12月13日- 戦艦「安芸」乗組
- 1916年（大正5年）12月1日- 任 海軍大尉・海軍大学校乙種学生
- 1917年（大正6年）5月1日- 海軍砲術学校高等科第16期学生
  - 11月30日- 海軍砲術学校高等科修了
  - 12月1日- 3等駆逐艦「如月」乗組
- 1918年（大正7年）5月1日- 第2特務艦隊司令部附
  - 7月5日- 2等駆逐艦「柳」乗組
- 1919年（大正8年）9月15日- 戦艦「安芸」分隊長
  - 12月1日- 戦艦「敷島」副砲長兼分隊長
- 1920年（大正9年）12月1日- 軽巡洋艦「龍田」砲術長
- 1921年（大正10年）12月1日- 海軍大学校甲種21期学生
- 1922年（大正11年）12月1日- 任 海軍少佐
- 1923年（大正12年）10月15日- 海軍大学校甲種卒業 卒業成績順位22名中第16位
  - 10月18日- 海軍省軍令部出仕
  - 11月10日- 海軍省軍令部参謀
- 1926年（大正15年）11月1日- 巡洋戦艦「金剛」砲術長
- 1927年（昭和2年）12月1日- 任 海軍中佐・第1艦隊参謀兼聯合艦隊参謀
- 1928年（昭和3年）12月10日- 第5戦隊砲術参謀
- 1929年（昭和4年）11月5日- 横須賀鎮守府附 欧米各国出張
- 1930年（昭和5年）12月1日- 海軍大学校教官
- 1931年（昭和6年）12月1日- 任 海軍大佐・兼 陸軍大学校兵学教官
- 1932年（昭和7年）11月15日- 聯合艦隊先任参謀 兼第1艦隊先任参謀
- 1933年（昭和8年）11月15日- 海軍軍令部第1部第2課長
- 1935年（昭和10年）10月30日- 海軍軍令部 兼海軍省出仕
  - 11月5日- ロンドン軍縮会議全権随員
- 1936年（昭和11年）2月28日- 帰朝
  - 4月1日- 練習戦艦「比叡」艦長
  - 12月1日- 航空母艦「加賀」艦長
- 1937年（昭和12年）12月1日- 任 海軍少将・海軍航空本部総務部長
- 1939年（昭和14年）12月1日- 海軍軍令部出仕
- 1941年（昭和16年）4月1日- 病気に依り待命
  - 12月30日- 海軍軍令部出仕
- 1942年（昭和17年）6月1日- 海軍大学校長 兼高等技術会議議員
  - 9月15日- 死去 享年52 海軍中将に特別進級